# Matrei in Osttirol
Matrei in Osttirol je obec v Rakousku ve spolkové zemi Tyrolsko v okrese Lienz.
Žije zde 4798 obyvatel (1. 1. 2011).
Obcí prochází Felbertaurská silnice vedoucí k Felbertaurskému tunelu.
Na území obce se nachází skalní kaple Gschlößtal a památkově chráněná Lurdská kaple.